# Terre des hommes
Pour les articles homonymes, voir Terre des hommes (homonymie).
Terre des hommes est un recueil d'essais autobiographiques d'Antoine de Saint-Exupéry, paru en février 1939 en France, pour lequel il reçoit le grand prix du roman de l'Académie française, puis aux États-Unis, en juin, sous le titre de Wind, Sand and Stars (National Book Award, 1939)

## Résumé

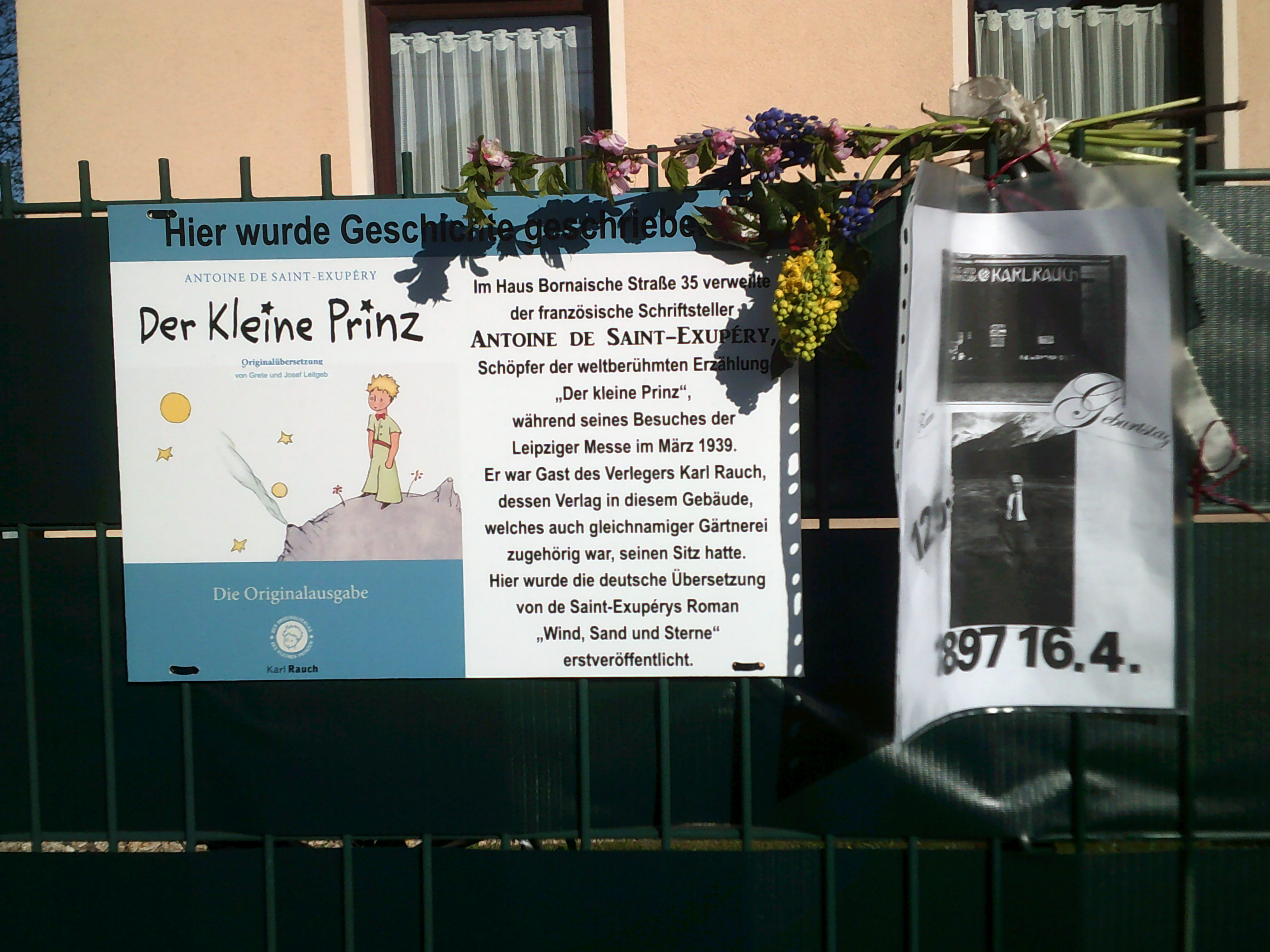
Plaque commémorative à Markkleeberg (Allemagne) en souvenir de la visite d'Antoine de Saint-Exupéry chez Karl Rauch, qui a édité la première édition allemande de „Terre des hommes“.

« L’homme se découvre quand il se mesure avec l’obstacle ». Autour d’événements quotidiens ou héroïques, il fait émerger une conception globale sur la vocation de l’homme dans le monde.
Le chap. I. La Ligne rend hommage aux pionniers de l’aviation qui ont su, parfois au péril de leur vie, libérer l’homme des contraintes géographiques, physiques ou météorologiques, en ouvrant la voie à de nouvelles routes aériennes.
Dans le chap. II. Les Camarades courageux sont Mermoz et Guillaumet qui accomplissent des exploits dans des conditions climatiques extrêmes. Mermoz affronte plusieurs fois la mort pour trouver le meilleur itinéraire aérien. Guillaumet, échoue dans les Andes en plein hiver austral. Le danger crée des liens privilégiés entre ceux qui l’affrontent ensemble.
Le chap. III. L’Avion est une méditation sur le progrès technologique. L’avion n’est pas un but, mais un outil. Le progrès technique risque de nous faire oublier que nos découvertes n’ont qu’un seul but « servir les hommes ». Dans sa machine perfectionnée, le pilote est confronté aux mêmes entités fondamentales : l’eau, la terre et l’air.
Dans le chap. IV. L’Avion et la Planète, l’avion change notre regard sur la planète. En nous apprenant la ligne droite, l’avion nous fait découvrir ce que nos routes contournent. Tant d’endroits où la vie n’est pas si naturelle et nous ramène aux origines du monde. Vu du ciel, les hommes aussi sont différents. En se confrontant à l’espace et au temps, le pilote échoué dans le désert comprend que ses rêves « sont plus réels que ces dunes ».
Dans le chap. V. Oasis, Saint-Exupéry atterrit près de Concordia en Argentine où il est accueilli dans une maison de fermier. Il y a là deux jeunes filles, deux fées, silencieuses et mystérieuses. Leur vie est simple, digne, paisible. Un havre de paix dans un monde que les hommes transforment en un désert.
Chap. VI. Dans le désert Saint-Exupéry apprend la solitude : « l’empire de l’homme est intérieur ». C’est aussi à l’intérieur de nous qu’il faut chercher les fontaines. Une visite chez les Maures, l’amène à des réflexions sur l’islam, l’homme, la liberté, le sens de la vie.
Le chap. VII. Au centre du désert raconte son accident d’avion survenu avec son mécanicien André Prévot dans le désert libyen en 1935. Les deux hommes ayant failli mourir de soif, sont sauvés in extremis par un bédouin qui les a aperçus de loin. Saint-Exupéry y donne clairement les clés de son humanisme :
« Quant à toi qui nous sauves, Bédouin de Libye, tu t'effaceras cependant à jamais de ma mémoire. Je ne me souviendrai jamais de ton visage. Tu es l'Homme et tu m'apparais avec le visage de tous les hommes à la fois. Tu ne nous as jamais dévisagés et déjà tu nous as reconnus. Tu es le frère bien-aimé. Et, à mon tour, je te reconnaîtrai dans tous les hommes. »
Le chap. VIII. Les hommes et les expériences vécues permettent de poser différemment des questions essentielles. Qu’est-ce qu’un homme ? Que nous manque-t-il ? Quelle est notre vérité ? Dans le train qui le conduit à Moscou, Saint-Exupéry observe un enfant qui a un visage de musicien : « Mozart enfant sera marqué comme les autres par la machine à emboutir (…) C’est un peu, dans chacun de ces hommes, Mozart assassiné ».

## Thème
Les événements racontés alimentent des réflexions sur un certain nombre de thèmes : l'amitié, la mort, l'héroïsme, la quête de sens et de vérité… Saint-Exupéry exprime particulièrement dans cette œuvre ses valeurs humanistes.
Le titre Terre des hommes a été repris comme phrase thème de l'Expo 67, puisque l'esprit humaniste du livre résonnait avec les valeurs d'ouverture sur le monde mises de l'avant par l'exposition. Le nom a ensuite été repris, en 1968, comme dénomination de l'exposition permanente éponyme qui a succédé à l'exposition universelle.
C'est dans ce livre qu'apparaît la phrase « C'est (...) Mozart assassiné », écrite à propos d'un enfant renvoyé dans son pays d'origine, et qui inspirera un roman de Gilbert Cesbron, C'est Mozart qu'on assassine.